# Mont Joux
Le mont Joux est une montagne de France située en Haute-Savoie, dans le massif du Beaufortain dont elle constitue l'un des sommets les plus septentrionaux.

## Géographie
Avec 1 964 mètres d'altitude, il domine la vallée de l'Arve au nord, notamment Saint-Gervais-les-Bains, le val d'Arly avec Megève à l'ouest et le val Montjoie à l'est. Il fait partie d'une crête dont le mont Joly, son point culminant, est accessible via la Croix du Christet le mont Géroux au sud-est ; au nord-ouest se trouve le mont d'Arbois.
Ses pentes sont couvertes de pistes de ski et de remontées mécaniques du domaine skiable Évasion Mont-Blanc. Ainsi, au sommet arrivent le télésiège du Mont Joux et Mont Joux III et le téléski Évasion tandis que sur ses pentes se trouvent les téléskis des Étudiants, de la Croix et des Communailles.

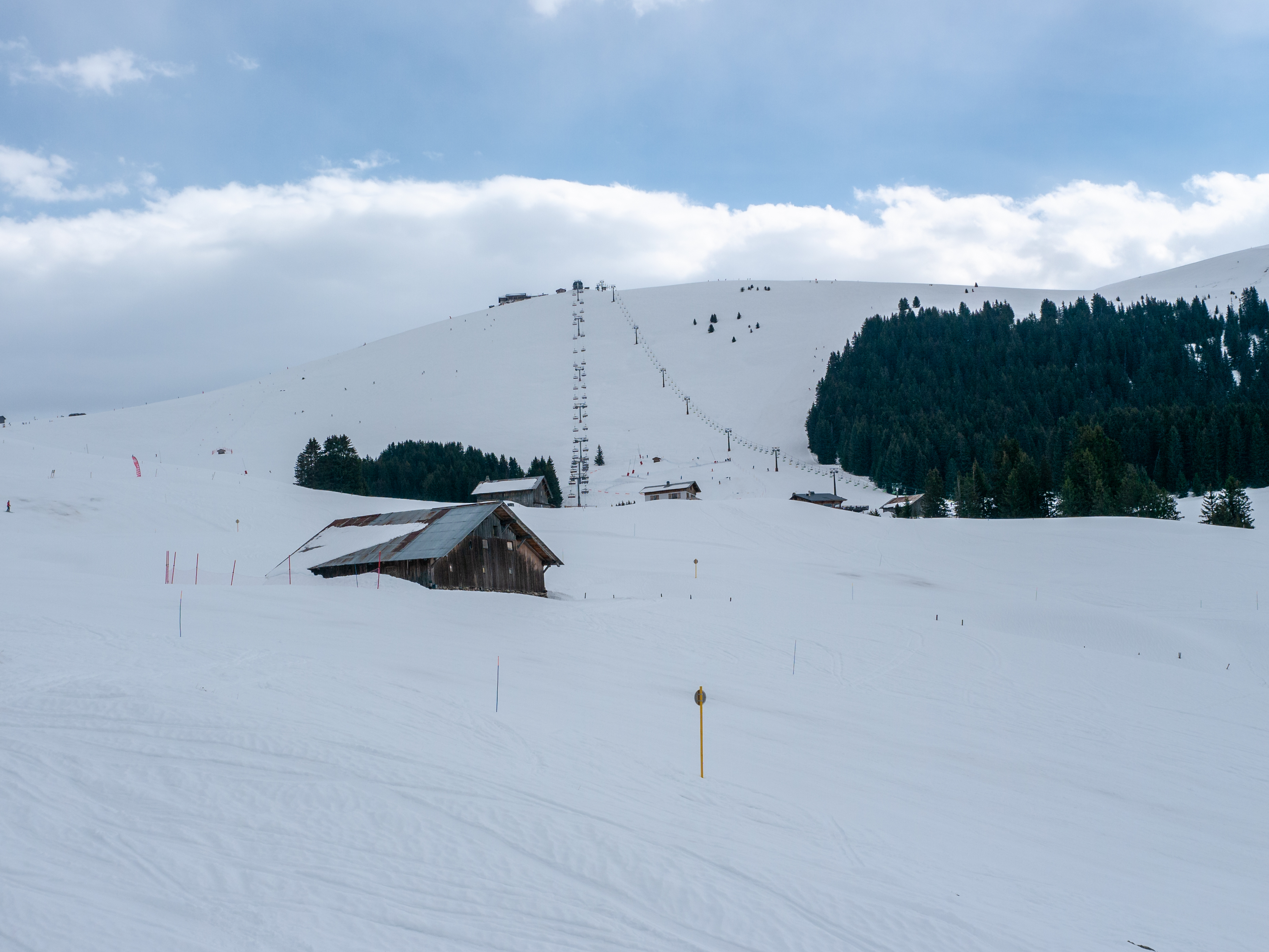
Vue du versant ouest du mont Joux.